# Tom Whisky ou l'Illusioniste toqué
Pour plus de détails, voir Fiche technique et Distribution.
Tom Whisky ou l'Illusioniste toqué est un film de Georges Méliès sorti en 1900 au début du cinéma muet.